# Eulophoscotolinx viridis
Eulophoscotolinx viridis är en stekelart som beskrevs av Girault 1913. Eulophoscotolinx viridis ingår i släktet Eulophoscotolinx och familjen finglanssteklar. Inga underarter finns listade i Catalogue of Life.